# 지금은맞고그때는틀리다
《지금은맞고그때는틀리다》는 2015년에 개봉한 대한민국의 영화이다.

## 줄거리

### 1부. 지금은 맞고 그때는 틀리다
예술 영화 감독인 함천수는 자신의 영화 상영을 위해 수원시를 찾는다. 그는 거닐다가 젊고 예쁜 여인을 발견한다. 절의 법당에서 그녀를 두 번째로 보고는 그녀에게 말을 건다. 그는 자신을 소개하자 그녀가 자신의 이름을 알아보고는 커피숍에 함께 가기로 동의한다. 그곳에서 그녀는 한때 모델로 일했지만 돈을 잘 벌었음에도 불구하고 공허하고 흥미롭지 않았다고 말한다. 그녀는 현재 화가로 일하고 있다. 함천수는 하루 일찍 도착해서 할 일이 없어서 윤희정과 함께 그녀의 스튜디오에 가서 그녀가 그림을 그리는 것을 지켜본다. 그 후 그는 그녀를 데리고 초밥을 먹으러 가고 둘은 한국의 소주를 마시고 취한다. 함천수는 희정에게 여성으로서 그녀를 높이 평가한다고 말하고 둘은 시시덕거린다. 함천수는 희정에게 친구로서, 그리고 친구 이상으로 그녀를 좋아한다고 말한다. 그는 취해서 주머니를 뒤져 그녀에게 줄 반지를 찾지만 희정은 친구가 없다고 말하며 우울해한다. 함천수가 담배를 피우러 나가자 희정은 친구 생일 파티에 갈 작은 모임이 있다는 것을 기억한다. 그녀는 함천수에게 동행해달라고 부탁하고 그는 그렇게 한다.
그러나 희정이 갤러리에서 자신의 그림에 대해 함천수가 말한 것에 감동했다고 친구들에게 말하자 저녁은 틀어진다. 그녀의 친구는 그가 인터뷰에서 비슷한 말을 많이 했다고 폭로한다. 그녀는 또한 그가 여성 편력이 있고 결혼했다는 사실을 언급하며, 그가 이를 확인해 준다. 희정은 술에 취해 잠을 자기 위해 눕는다. 함천수가 다시 그녀에게 다가가려 하자 그녀는 그에게 떠나라고 말한다. 집에 가자 그녀의 어머니는 그녀가 술에 취했다고 꾸짖는다.
다음 날 상영회에서 함천수는 숙취에 시달리고 영화 상영 후 토론에서 화를 내고 불규칙적으로 행동한다. 희정의 친구가 도착하여 자신의 글이 담긴 책을 그에게 준다. 함천수는 서울특별시로 돌아가기 위해 떠난다.

### 2부. 지금은 맞고 그때는 틀리다
하루가 다시 시작된다. 함천수는 다시 절에 가서 희정을 만나고 자신을 소개한다. 커피숍에서 그는 그녀의 삶에 대해 묻고 그녀는 어머니와 함께 살고 있으며 아버지가 어머니와 이혼하고 서울특별시로 이사한 후로는 아버지를 한 번도 보지 못했다고 말한다.
함천수는 희정의 작업실에 가서 그녀에게 자신감 있게 그림을 그리는 것 같지만, 그림이 오직 그녀만을 위해 만들어진 것 같다고 말한다. 그는 그녀에게 선택에 있어서 더 대담해질 필요가 있지만, 그림의 질은 충분하다고 말한다. 희정은 그가 자신의 그림을 너무 모욕적으로 말하는 것에 격분한다. 그녀의 분노를 피하기 위해 함천수는 담배를 피우러 나간다. 희정은 그를 옥상으로 데려가 자신의 집이 어디인지 가리킨다.
초밥집에서 함천수는 담배를 피우러 일찍 나갔다가 돌아온다. 그는 희정에게 그녀가 아름답다고 말하고 그녀는 그가 여성 편력이 있는지 묻는다. 그녀는 그에게 왜 자신의 그림에서 슬퍼 보인다고 말했는지 묻고, 그는 그녀가 그러한 분위기를 발산한다고 말한다. 그녀는 그에게 친구가 없다고 털어놓고 그는 괜찮다고, 그것이 아마도 그녀의 모습일 것이라고 말한다. 함천수는 희정에게 사랑하고 결혼하고 싶지만, 결혼해서 두 아이가 있어서 할 수 없다고 말한다. 그는 울기 시작한다. 희정은 슬프다고 느끼며 더 일찍 만났으면 좋았을 것이라고 말한다. 함천수는 길에서 찾은 반지를 그녀에게 주고 희정은 그것을 그들의 결혼 반지라고 부른다. 희정은 다시 그를 친구들과 만나도록 초대한다.
모임에서 그녀의 친구들은 더 호의적이며 함천수가 친절하고 그의 명성과는 다르다고 생각한다. 희정의 친구들의 권유로 술을 마신 그는 잠시 정신을 잃고 그것을 연극처럼 가장한다. 그러다가 그는 술에 취해 옷을 벗기 시작하고, 그들은 경악한다.
함천수는 희정을 깨우러 가서 떠나고 싶다고 말한다. 그녀는 처음에는 어떻게 보일지 두려워 망설이지만 결국 가기로 결심한다. 집으로 걸어가는 길에 그녀는 어머니로부터 전화를 받는데, 어머니는 그녀가 어디에 있는지 묻고 함천수가 그녀의 친구들 앞에서 옷을 벗었다고 말하며 재미있어 한다.
함천수는 그녀를 집까지 바래다주지만, 다시 나와서 계속 이야기하자고 부탁한다. 희정은 그렇게 하겠다고 약속하고 어머니가 나오기 전에 그의 뺨에 키스한 뒤 집 안으로 들어간다. 함천수는 그녀가 다시 나올 것을 바라며 밖에서 담배를 피우다가 결국 포기한다.
그의 영화 상영은 잘 진행되고 함천수는 사회자와 조감독과 함께 밖에서 이야기한다. 희정이 나와서 그와 이야기를 나누고 둘은 서로에게 행운을 빌어준 후 그녀는 영화제의 나머지 부분을 보기 위해 다시 안으로 들어간다. 떠나기 전에 함천수는 그녀에게 작별 인사를 하기 위해 극장으로 돌아가고 그녀는 이제부터 그의 영화를 모두 볼 것이라고 말한다.

## 캐스팅
- 정재영 : 함천수 역
- 김민희 : 윤희정 역
- 윤여정 : 강덕수 역
- 기주봉 : 김원호 역
- 최화정 : 방수영 역
- 유준상 : 안성국 역
- 서영화 : 주영실 역
- 고아성 : 염보라 역

## 수상
- 2015년 제68회 로카르노 영화제 국제경쟁 - 황금표범상
- 2015년 제68회 로카르노 영화제 국제경쟁 - 남우주연상 (정재영)
- 2015년 제53회 히혼국제영화제 최우수작품상 - 장편
- 2015년 제53회 히혼국제영화제 최고 배우상 (정재영)
- 2015년 제35회 한국영화평론가협회상 10대 영화상
- 2015년 제35회 한국영화평론가협회상 남우주연상 (정재영)
- 2015년 제16회 부산영화평론가협회상 대상
- 2015년 제16회 부산영화평론가협회상 여자연기자상 (김민희)
- 2015년 제9회 아시아 태평양 스크린 어워드 남우주연상 (정재영)
- 2016년 제14회 피렌체 한국영화제 특별언급
- 2016년 제3회 들꽃영화상 남우주연상 (정재영)